# Leptoneta falcata
Leptoneta falcata là một loài nhện trong họ Leptonetidae.
Loài này thuộc chi Leptoneta. Leptoneta falcata được miêu tả năm 2000 bởi Chen, Gao & M. S. Zhu.